# Bonnie Aarons
Bonnie Aarons (Los Angeles, 9 settembre 1960) è un'attrice statunitense.

## Biografia
Nata il 9 settembre 1960 a Los Angeles, ha iniziato la carriera in Europa, recitando in cortometraggi e spot pubblicitari. Il suo primo film americano è Exit to Eden (1994). Partecipa poi in piccoli ruoli a Mulholland Drive, Amore a prima svista, Drag Me to Hell e The Fighter. Il successo arriva però nel 2016, quando veste i panni della terrificante suora demoniaca Valak nel film horror The Conjuring - Il caso Enfield, ruolo che reinterpreta poi in un cameo in Annabelle 2: Creation (2017), nel film The Nun - La vocazione del male (2018) e nel sequel The Nun II (2023).

## Filmografia

### Attrice

#### Cinema
- Exit to Eden, regia di Garry Marshall (1994)
- Caged Heat 3000, regia di Aaron Osborne (1995)
- Strani miracoli, regia di Garry Marshall (1996)
- Sweet Jane, regia di Joe Gayton (1998)
- Mulholland Drive, regia di David Lynch (2001)
- Pretty Princess, regia di Garry Marshall (2001)
- Amore a prima svista, regia dei fratelli Farrelly (2001)
- Principe azzurro cercasi, regia di Garry Marshall (2004)
- Wristcutters - Una storia d'amore, regia di Goran Dukić (2006)
- Il nome del mio assassino, regia di Chris Sivertson (2007)
- Hell Ride, regia di Larry Bishop (2008)
- InAlienable, regia di Rober Dyke (2008)
- One, Two, Many, regia di Michael DeLorenzo (2008)
- Drag Me to Hell, regia di Sam Raimi (2009)
- Appuntamento con l'amore, regia di Garry Marshall (2010)
- Dahmer VS. Gacy, regia di Ford Austin (2010)
- The Fighter, regia di David O. Russell (2010)
- Il lato positivo - Silver Linings Playbook, regia di David O. Russell (2012)
- Accidental Love, regia di David O. Russell (2015)
- The Conjuring - Il caso Enfield, regia di James Wan (2016)
- Annabelle 2: Creation, regia di David F. Sandberg – cameo, non accreditata (2017)
- The Nun - La vocazione del male (The Nun), regia di Corin Hardy (2018)
- Jakob's Wife, regia di Travis Stevens (2021)
- The Nun II, regia di Michael Chaves (2023)

#### Televisione
- Mulholland Dr., regia di David Lynch – film TV (1999)
- Good Job, Thanks! – serie TV, 1 episodio (2011)
- Black Box TV – serie TV, 1 episodio (2012)
- Geisting – serie TV, 1 episodio (2021)
- Mrs. Davis – miniserie TV, 2 puntate (2023)